# Kléber Leite
Kleber Leite (Rio de Janeiro, 5 de maio de 1949) é um jornalista, radialista, empresário e dirigente esportivo brasileiro. Em 1983 fundou a Klefer Marketing Esportivo.
Em 2006, Kleber Leite foi agraciado com o Título de Cidadão do Estado do Rio de Janeiro pela Assembléia Legislativa do Estado do Rio de Janeiro, em homenagem prestada pela respeitada técnica de ginástica olímpica, então Deputada Estadual, Georgette Vidor. Segundo declaração da Deputada, "Em sua gestão como Presidente do Flamengo, sempre honrou todos os compromissos administrativos do Clube, e para com seus funcionários".

## Rádio
Kleber Leite começou sua carreira de radialista na Rádio Vera Cruz, em 1968, passando no ano seguinte a atuar na Rádio Guanabara. Posteriormente, passou ainda pelas rádios Tupi e Globo, onde foi repórter esportivo, locutor e comentarista esportivo. Trabalhou ainda nas TVs Tupi e Rio.
Ao final dos anos 70, Kleber Leite participou de uma formação histórica do rádio esportivo brasileiro: ao lado de locutores e comentaristas como Jorge Cury, Waldir Amaral, João Saldanha e o ex-árbitro Mário Vianna, formou uma famosa dupla de repórteres de campo com Loureiro Neto.  À época, Jorge Cury transformou sua dupla em um famoso bordão, sempre pedindo sua opinião da mesma forma: "Klebeerrrr! Loureiroooo!".

## Marketing Esportivo
Posteriormente dedicou-se ao Marketing Esportivo, fundando a Klefer, empresa pioneira no aluguel de placas de publicidade em estádios de futebol, numa época em que estas eram pesadas demais e rendiam muito menos do que hoje em dia. Atualmente, a Klefer é uma das três maiores empresas do Brasil no segmento.
Em 1984, intermediou, por meio da Klefer, o contrato de publicidade entre a Petrobras e o Flamengo, vigente até o ano de 2009  Esse contrato, firmado pela Klefer, é considerado o primeiro patrocínio em camisa do futebol brasileiro.
Em 2006, a Klefer detinha os diretos de uso do produto Publimetas nas principais competições da América: Copa Sul-Americana, Copa Libertadores da América, Campeonatos e jogos amistosos em território brasileiro, Campeonatos e jogos amistosos em território mexicano, Campeonatos e jogos amistosos em território Norte Americano, Torneio Pré-Olímpico de Futebol, Eliminatórias da CONCACAF para Copa do Mundo, Eliminatórias Sul-Americanas para Copa do Mundo.

## Presidência do Flamengo (1995-1998)
Em fins de 1994, elegeu-se Presidente do Clube de Regatas do Flamengo. Em seu primeiro ano de gestão, em 1995—ano do centenário do clube—, foi o responsável pela repatriação de Romário ao futebol brasileiro, comprado ao F.C. Barcelona por US$ 4,5 milhões, num investimento que envolveu seis empresas: Brahma, Banco Real, Umbro, Barrashopping, TV Bandeirantes e Petrobrás . Romário tinha sido o maior destaque da Copa do Mundo de 1994, sendo inclusive premiado com a Bola de Ouro da competição, e escolhido o Melhor jogador do mundo pela FIFA em 1994
No ano do centenário e de sua chegada ao clube, conquistou apenas a Taça Guanabara de 1995, primeiro turno do campeonato estadual. A despeito da enorme expectativa da torcida, a equipe perdeu a decisão do Campeonato Carioca de Futebol de 1995, contra o Fluminense, e da Supercopa Libertadores 1995, contra o Club Atlético Independiente, da Argentina. Nos anos que se seguiram, o clube venceu o Campeonato Carioca de Futebol de 1996 e a Copa Ouro de 1996 (invicto), além da Copa dos Campeões Mundiais de 1997. Sua gestão, que foi até fins de 1998 (foi reeleito em 1996), foi caracterizada pela contratação de vários nomes de peso, além de Romário, como Branco, Edmundo, Bebeto e Zé Roberto.
Em 1998, Kleber Leite deixou a Presidência do clube, sendo sucedido por Edmundo dos Santos Silva.
Entre os muitos episódios polêmicos de sua gestão, destaca-se o contrato firmado com o Consórcio Plaza, para a construção de shopping center na sede do clube. Após o acerto, antecipou junto ao consórcio a quantia de R$ 6 milhões, que utilizou para a contratação do jogador Edmundo. O shopping jamais foi construído e o consórcio busca, até hoje, reaver a quantia na Justiça, onde pleiteia, contra o Flamengo, indenização da ordem de R$ 36 milhões. De acordo com que Kleber Leite explica em seu próprio blog, a responsabilidade por essa dívida cabe ao próprio Consórcio Plaza, pois, após tudo ser aprovado pela Câmara dos Vereadores e pelo Governador Anthony Garotinho, o presidente do Grupo Multiplan, José Isac Perez, vangloriou-se junto ao governador, em animado coquetel, de ter subornado a Câmara dos Vereadores para aprovar a construção do shopping. Com isso, o governador Anthony Garotinho revogou o que havia sancionado, acabando com a possibilidade de construção do shopping. Ainda de acordo com o blog do dirigente, os seus sucessores na presidência do clube deveriam ter tomado providências contra o Consórcio, porém nada fizeram e o próprio Consórcio acabou entrando com pedido de indenização.

## Vice-Presidência de futebol Flamengo (2005-2009)
Retornou ao Flamengo em outubro de 2005 como vice-presidente de futebol, convidado pelo então presidente Marcio Braga, para reaproximar o time da CBF e para tentar evitar a queda da equipe de futebol para a segunda divisão, pois o clube estava em situação desesperadora na luta contra o rebaixamento do campeonato brasileiro daquele ano. O clube acabou escapando do rebaixamento nas últimas rodadas do Campeonato Brasileiro de Futebol de 2005.
Durante sua gestão como Vice-Presidente de futebol do Flamengo, o clube conquistou a Copa do Brasil de Futebol de 2006 e ainda foi Tricampeão Carioca (Campeonato Carioca de Futebol de 2007, Campeonato Carioca de Futebol de 2008 e Campeonato Carioca de Futebol de 2009). Teve também importante participação na montagem da equipe que conquistou o Campeonato Brasileiro de Futebol de 2009, porém, deixou a vice-presidência de futebol do clube antes do final do campeonato.
Em 2008, após o clube passar algumas rodadas na primeira posição do Campeonato Brasileiro, Kleber Leite vendeu vários jogadores titulares que haviam se firmado na equipe que conquistara o bicampeonato carioca em 2007 e 2008. Foi o caso de Souza, Renato Augusto  e Marcinho. Mais tarde, para buscar repor as perdas, contratou jogadores que renderam abaixo do esperado, como Josiel (artilheiro do certame anterior), Rubens Sambueza e Éverton, que retornou ao Flamengo em 2014. O time terminou o Campeonato Brasileiro de Futebol de 2008 na quinta colocação.
Seu último gesto de destaque, à frente do futebol do clube, foi a contratação do atacante Adriano, peça fundamental para a conquista do Campeonato Brasileiro de Futebol de 2009.
No mesmo ano, entrou em conflito com Delair Dumbrosck, presidente interino, por defender a permanência do então técnico Cuca. Opôs-se taxativamente à contratação do meia Dejan Petković—que posteriormente se revelou vital na conquista do hexacampeonato—e, em meio à crise gerada pela decisão do Presidente Dumbrosck de manter a contratação, Kleber Leite deixou a vice-presidência de futebol, alegando razões políticas. Marcos Braz assumiu seu lugar  e Andrade tornou-se técnico. Com Petković na condição de titular, e com contratações pontuais realizadas após a saída de Kleber Leite (casos do volante Maldonado e do zagueiro Álvaro), o Flamengo foi campeão brasileiro após 17 anos.
Em 2010, indicado por Ricardo Teixeira, foi derrotado por Fábio Koff na disputa pela presidência do Clube dos 13 por 12 votos a 8.

## Gestão da Chapa Azul (2013)
Com a eleição da Chapa Azul, liderada por Eduardo Bandeira de Mello em dezembro de 2012, derrotando Patrícia Amorim, a então presidente, Kleber Leite volta a ter influência na esfera política do clube após apoiá-los. Participa da indicação de Paulo Pelaipe para diretor executivo. Com a saída de Flávio Godinho do cargo de vice-presidente de relações externas, em agosto de 2013, Plínio Serpa Pinto, dirigente e aliado de Kiéber Leite quando presidente e vice-presidente de futebol, ocupa seu lugar.
Luiz Eduardo Baptista, o Bap, vice de planejamento e marketing do clube, é o principal aliado de Kleber Leite na diretoria e, junto com Plínio Serpa Pinto, representam a influência do ex-presidente no clube. Isso, consequentemente, gerou um conflito com Wallim Vasconcellos, vice-presidente de futebol e originalmente o presidente para a Chapa Azul, sendo substituído por Bandeira de Mello após sua candidatura ser impugnada pelo Conselho do clube.
Mesmo com as vitórias na Copa do Brasil e o Campeonato Carioca, o técnico Jayme de Almeida foi demitido após a derrota para o Fluminense na primeira rodada do Campeonato Brasileiro de 2014. A demissão foi criticada pela mídia e torcedores pela forma como foi conduzida. Kleber Leite foi apontado como o mentor da demissão, fato negado pelo próprio. Paulo Pelaipe, diretor executivo, também foi demitido simultaneamente. Com ambas as demissões, Bap e Kleber ampliaram suas influências. Em seus lugares entraram o técnico Ney Franco e o diretor Felipe Ximenes.
A tensão entre Wallim Vasconcellos e Kleber Leite se amplia com Wallim alegando: "enquanto eu estiver lá, Kleber não entra." Pouco depois, Wallim renuncia a seu cargo. Plínio Serpa Pinto também renuncia, pouco depois, sob a alegação de Wallim continuar ativo na esfera política do clube. Michel Assef, outro dirigente ligado a Kléber Leite, assume seu lugar.
No dia 2 de agosto de 2018, Kléber Leite é suspenso por 10 meses pelo quadro associativo do clube em função ao empréstimo de 6 milhões de dólares junto ao consórcio Plaza em 1995 para a contratação de Edmundo.. Em 5 de setembro do mesmo ano, essa punição foi suspensa pela justiça. A juíza Critian de Araújo Goes Lajchter, da 17ª Vara Cível, contestou o julgamento. Segundo ela, "resta evidente" que o recurso foi julgado "pelas mesmas pessoas que recorreram", o que significou "confusão entre as figuras de partes e julgadores". A magistrada marcou ainda audiência entre Kleber Leite e representantes do clube para o próximo dia 10 de outubro (de 2019).